# Флавій Еквіцій
Флавій Еквіцій (*Flavius Equitius, д/н — після 375) — державний та військовий діяч часів пізньої Римської імперії.

## Життєпис
Розпочав свою кар'єру наприкінці правління імператора Констанція II або за імператора Юліана. У 364 році обіймав посаду трибуна схол першої скутарії (підрозділ імператорської гвардії). Того ж року став комітом, а потім magister equitum (військовим губернатором) провінції Іллірик. У 365 році він завадив переходу провінції на бік узурпатора Прокопія.
366 року рушив проти військ Прокопія у Фракії, взявши в облогу важливе місто Філіппополь. В цей час загинув Прокопій й новим узурпатором став Марцелл. Дізнавшись про це, Еквіцій спрямував війська проти Марцелла, якого розбив, захопив у полон та наказав стратити. Згодом Еквіцій захопив Філіппополь та знищив повстанців у Фракії й розбив готів. В 366–367 роках брав участь у поході проти задунайських готів. У 367 році стає комітом Африки, того ж року отримує посаду magister officiorum, яку обіймав до 371 року.
У 371–372 роках розпочав зміцнювати кордон імперії в провінції Паннонія, проте його загони 373 року було атаковано германським племен квадів, яких вдалося зупинити. Але Еквіцій не завдав їм рішучої поразки. У 374 році стає консулом (разом з Граціаном). У 375 році разом з Флавієм Меробавдом після раптової смерті імператора Валентиніана I оголосили Августом його молодшого сина Валентиніана II. Згодом погодилися на правління Граціана.
У 375 році Егнацій вдруге стає консулом. Про подальшу долю немає відомостей, напевне Меробавд зумів усунути Егнація від впливу на державні справи (або було вбито), чи сам помер внаслідок хвороби.